# Michal Škvarka
Michal Škvarka (sinh ngày 19 tháng 8 năm 1992) là một tiền vệ bóng đá Slovakia hiện tại thi đấu cho câu lạc bộ Fortuna Liga MŠK Žilina. Câu lạc bộ cũ của anh là MFK Zemplín Michalovce. Anh là một thành viên của Đội tuyển bóng đá U-19 quốc gia Slovakia.

## Sự nghiệp câu lạc bộ

### MŠK Žilina
Škvarka ra mắt đội một của Žilina trước Nitra ngày 26 tháng 4 năm 2009 lúc 16 tuổi.

### MFK Zemplín Michalovce
Vào tháng 7 năm 2011, anh gia nhập câu lạc bộ Slovakia MFK Zemplín Michalovce theo dạng hợp đồng cho mượn 1 năm từ MŠK Žilina. Michal ra mắt cho MFK Zemplín Michalovce trước MFK Ružomberok B ngày 31 tháng 7 năm 2011.

## Sự nghiệp quốc tế
Škvarka được triệu tập lần đầu tiên vào đội tuyển quốc gia thi đấu hai trận giao hữu không chính thức tổ chức ở Abu Dhabi, UAE, vào tháng 1 năm 2017, trước Uganda và Thụy Điển. Anh ra mắt trước Uganda, ra sân từ đầu và thi đấu hết trận. Slovakia thất bại với tỉ số 1–3. Anh cũng thi đấu hiệp một trận với Thụy Điển (thua 0–6), khi anh được thay bởi Martin Bukata.

## Danh hiệu

### MŠK Žilina
- Fortuna Liga: Vô địch: 2009–10, 2016–17